# Liste der denkmalgeschützten Objekte in Hengsberg
Die Liste der denkmalgeschützten Objekte in Hengsberg enthält die 12 denkmalgeschützten, unbeweglichen Objekte der Gemeinde Hengsberg im steirischen Bezirk Leibnitz.

## Denkmäler
| Foto |                 | Denkmal                                                                                    | Standort                                    | Beschreibung | Metadaten |
| ---- | --------------- | ------------------------------------------------------------------------------------------ | ------------------------------------------- | --- | --- |
| ja   | Datei hochladen | Pfarrhof HERIS-ID: 68964 Objekt-ID: 82002                                                  | Hengsberg 1 Standort KG: Hengsberg          | Beim Pfarrhof Hengsberg handelt es sich um einen zweigeschoßigen barocken Bau mit einem Schopfwalmdach aus dem 17. Jahrhundert. Die Geschoße sind an der Außenwand mit einem umlaufenden Band unterteilt. Über dem rundbogigen Eingangsportal mit einer rechteckigen Steinrahmung ist ein rechteckiges Reliefbild „Mariahilf“ sowie zwei Rundreliefs der hll. Sebastian und Rochus mit Eierstabrahmung vom Ende des 17. Jahrhunderts zu sehen. Die Innenräume sind größtenteils tonnengewölbt und teilweise mit Trambalkendecken sowie Kachelöfen versehen. Bemerkenswert ist auch eine spätmittelalterliche Wendeltreppe sowie eine Zisterne. Der tonnengewölbte Keller mit zusammenhängenden Kellerräumen umfasst U-förmig das Stiegenhaus.                                                                                           | BDA-Hist.: Q38121071 Status: § 2a Stand der BDA-Liste: 2025-06-30 Name: Pfarrhof GstNr.: .10 Pfarrhof Hengsberg |
| ja   | Datei hochladen | Rathaus/Gemeindeamt HERIS-ID: 68980 Objekt-ID: 82024                                       | Hengsberg 4 Standort KG: Hengsberg          | | BDA-Hist.: Q38121148 Status: § 2a Stand der BDA-Liste: 2025-06-30 Name: Rathaus/Gemeindeamt GstNr.: 36/2 |
| ja   | Datei hochladen | Kath. Pfarrkirche hl. Laurentius und Kirchhof HERIS-ID: 51524 Objekt-ID: 57195             | Hengsberg 35 Standort KG: Hengsberg         | Die katholische Pfarrkirche hl. Laurentius ist ein auf einem Hügel gelegener von einer Mauer umgebener Bau, der im Kern spätromanisch ist. Der 3½-jochige Chor mit 5/8-Schluss stammt aus dem Ende des 15. Jahrhunderts und ist mit einem Vier-Rauten-Sterngewölbe bedeckt, das Langhaus in seiner heutigen Form stammt von 1653. Um 1700 wurden an der Süd- und Nordwand jeweils eine Seitenkapelle zugebaut. Der viergeschoßige Kirchturm, davon drei Geschoße gotisch, eines barock, erhebt sich aus dem südlichen Chorwinkel und ist mit einem Spitzhelm bekrönt. Die Westempore wird von einem Kreuzgratgewölbe überspannt. Bemerkenswert im Inneren sind der Rokoko-Hochaltar (um 1770) mit zwei flankierenden Konsolfiguren der hll. Petrus und Paulus, die Barockaltäre der Seitenkapellen sowie die Südkapelle mit Kreuzaltar. | BDA-Hist.: Q38045692 Status: § 2a Stand der BDA-Liste: 2025-06-30 Name: Kath. Pfarrkirche hl. Laurentius und Kirchhof GstNr.: .8 Pfarrkirche Hengsberg |
| ja   | Datei hochladen | Evang. Filialkirche HERIS-ID: 68966 Objekt-ID: 82004                                       | bei Hengsberg 41 Standort KG: Hengsberg     | Das evangelische Christuskirchlein wurde am 5. Juni 1933 eingeweiht. | BDA-Hist.: Q38121079 Status: § 2a Stand der BDA-Liste: 2025-06-30 Name: Evang. Filialkirche GstNr.: .29 Evangelische Filialkirche Hengsberg |
| BW   | Datei hochladen | Frühmittelalterliche Siedlung Komberg HERIS-ID: 11889 Objekt-ID: 8009                      | Komberg Standort KG: Komberg                | Die Siedlung aus dem mittleren 7. Jahrhundert wurde 1987 beim Bau der Trans-Austria-Gasleitung gefunden. | BDA-Hist.: Q38115581 Status: Bescheid Stand der BDA-Liste: 2025-06-30 Name: Frühmittelalterliche Siedlung Komberg GstNr.: 31/1 |
| ja   | Datei hochladen | Schloss Freibüchl HERIS-ID: 38938 Objekt-ID: 38574                                         | Kehlsdorf 1 Standort KG: Schönberg          | Das Schloss wurde um 1585 anstelle eines älteren Gutshofes erbaut. Es ist eine vierflügelige Anlage mit vier Ecktürmen um einen rechteckigen Innenhof mit zweigeschoßigen Säulenarkaden. In der zweiten Hälfte des 18. Jahrhunderts fanden Umbauten statt, dabei wurde auch der zwiebelbehaubte Uhrturm über dem Portal aufgesetzt. Die Schlosskapelle im Neorenaissance-Stil wurde um 1880 umgestaltet. Im Osttrakt finden sich Malereien exotischer Gegenden und Tiere, die allerdings mangelnde Anschauung durch den Maler verraten. | BDA-Hist.: Q37985657 Status: Bescheid Stand der BDA-Liste: 2025-06-30 Name: Schloss Freibüchl GstNr.: 472 Schloss Freybüchel |
| BW   | Datei hochladen | Urgeschichtliche Siedlung Koglfuchs HERIS-ID: 11890 Objekt-ID: 8010                        | Kogelfuchs Standort KG: Schönberg           | Die urgeschichtliche Siedlung liegt an einem Hügelsporn Richtung Südwesten und wird in die Kupferzeit datiert. Sie ist erst teilweise ergraben. | BDA-Hist.: Q38115620 Status: Bescheid Stand der BDA-Liste: 2025-06-30 Name: Urgeschichtliche Siedlung Koglfuchs GstNr.: 158 |
| BW   | Datei hochladen | Prähistorische Siedlung beim Lippmichl HERIS-ID: 66856 Objekt-ID: 79767                    | vlg. Lippmichl Standort KG: Schönberg       | | BDA-Hist.: Q38114692 Status: Bescheid Stand der BDA-Liste: 2025-06-30 Name: Prähistorische Siedlung beim Lippmichl GstNr.: 300, 301/4, 302/4, 302/5, 302/6, 304/4, 306/1, 306/2, 306/3, 305, 306/5, 299, 304/5, 119, 306/6, 306/4, 301/5,306/7, 306/8, 306/9, 299, 303 |
| ja   | Datei hochladen | Römerzeitliche Siedlungen Laßnitztal – Schrötten HERIS-ID: 11657 Objekt-ID: 7765           | Schrötten Standort KG: Schönberg            | Die römerzeitliche Siedlung Laßnitztal – Schrötten erstreckt sich über die Katastralgemeinden Schönberg und Schrötten. | BDA-Hist.: Q38108522 Status: Bescheid Stand der BDA-Liste: 2025-06-30 Name: Römerzeitliche Siedlungen Laßnitztal – Schrötten GstNr.: 274 |
| ja   | Datei hochladen | Römerzeitliche Siedlung Laßnitztal – Schrötten HERIS-ID: 60011 Objekt-ID: 71784            | Laßnitztal Schrötten Standort KG: Schrötten | Die römerzeitliche Siedlung Laßnitztal – Schrötten erstreckt sich über die Katastralgemeinden Schönberg (siehe dort) und Schrötten. | BDA-Hist.: Q38089695 Status: Bescheid Stand der BDA-Liste: 2025-06-30 Name: Römerzeitliche Siedlung Laßnitztal – Schrötten GstNr.: 651, 637, 709, 652, 711, 712 |
| BW   | Datei hochladen | Römerzeitliche Gräber und Siedlung im Laßnitztal/Gamsäcker HERIS-ID: 12952 Objekt-ID: 9118 | Gamsäcker Standort KG: Schrötten            | Auf dem Areal befinden sich mehrere römerzeitliche Objekte, darunter mindestens ein Tumulus, ein Grabbau und Reste einer Straße. | BDA-Hist.: Q38149788 Status: Bescheid Stand der BDA-Liste: 2025-06-30 Name: Römerzeitliche Gräber und Siedlung im Laßnitztal/Gamsäcker GstNr.: 754/3, 774/1, 777, 759/1, 754/1, 754/4                                                                                  |
| ja   | Datei hochladen | Römerzeitliche Hügelgräber bei Schrötten HERIS-ID: 11894 Objekt-ID: 8015                   | Schrötten Standort KG: Schrötten            | | BDA-Hist.: Q38115871 Status: Bescheid Stand der BDA-Liste: 2025-06-30 Name: Römerzeitliche Hügelgräber bei Schrötten GstNr.: 655/1, 655/3, 126, 86/1, 120 |